# Basílica de San Albino
La basílica de San Albino (en inglés: Basilica of San Albino) anteriormente conocida como Iglesia de San Albino de Mesilla, forma parte de la Diócesis de Las Cruces y se encuentra en Mesilla, Nuevo México. Tiene la distinción de haber sido originalmente establecida en México, pero ahora se encuentra en los Estados Unidos como resultado de una transferencia de territorio en la compra de Gadsden. La primera iglesia en el sitio fue construida en 1852; la estructura actual fue construida en 1906, y es una de las iglesias más antiguas de la región. Misas diarias se llevan a cabo en español e Inglés.
La basílica se encuentra en el lado norte de la plaza de la ciudad, y está construida de ladrillo cocido, con una fachada campanario en cada esquina. Hay ventanas de vidrio con plomo que representan santos con diseños geométricos que recubren las paredes de la nave. El parapeto entre los campanarios se parece mucho al estilo de una misión católica. Tanto el interior y las paredes exteriores fueron despojados de su yeso durante una renovación y estabilización en la década de 1960. Un monumento a los feligreses que murieron en combate está cerca de la entrada principal. La iglesia está rodeada por un muro bajo de piedra.